# بابا ترائوره
بابا ترائوره (انگلیسی: Baba Traoré؛ زادهٔ ۱۳ اکتبر ۱۹۹۲) بازیکن فوتبال اهل فرانسه است.
از باشگاه‌هایی که در آن بازی کرده‌است می‌توان به باشگاه فوتبال استاد برستوا ۲۹، باشگاه فوتبال اوسر، و باشگاه فوتبال لو آور اشاره کرد.